# Luis Cabrera
Luis Mario Cabrera (La Rioja, 9 luglio 1956) è un ex calciatore argentino, di ruolo attaccante.

## Carriera
Conosciuto come Negro Cabrera, ha giocato a cavallo tra gli anni '70 e '80 tra Argentina e Spagna.

## Palmarès

### Competizioni nazionali
- Coppa di Spagna:

Atletico Madrid: 1984-1985
- Supercoppa di Spagna:

Atletico Madrid: 1985